# Coby van Baalen
Jacoba Maria Jozina "Coby" van Baalen, née le 6 avril 1957 à Werkhoven, est une cavalière de dressage néerlandaise.
Elle dispute les Jeux olympiques d'été de 2000, remportant la médaille d'argent en dressage par équipe.
Elle est aussi médaillée d'argent aux Championnats du monde de dressage en 1998 et médaillée d'argent par équipe aux Championnats d'Europe de dressage en 1999.